# SPA TV Fantasia
SPA TV Fantasia foi uma sitcom de humor brasileira exibida originalmente pela TV Gazeta em 2002 e posteriormente pela Rede Brasil de Televisão. Produzido por Evê Sobral e escrito por Ronaldo Ciambrone e Paulo Cunha, o seriado retratava situações engraçadas e inusitadas da vida cotidiana de um Spa. O elenco contava com Jonas Melo, Márcia Real, Helô Pinheiro, Beth Guzzo e David Cardoso Junior.
Os primeiros episódios da série contaram também com a participação de Matheus Carrieri. A direção geral foi de José Paiva. O programa ia ao ar todos os sábados, das 19h15 às 20h, antes do Jornal da Gazeta. Atualmente é exibido pela Rede Brasil de Televisão na madrugada de domingo para segunda, às 01h00.

## Elenco
- Márcia Real - Meire de Sabret
- Hilton Have - Ludy
- Beth Guzzo - Jéssica
- Adriana Ferrari - Eliete
- Evê Sobral - Toninho
- Inês Di Franco - Vanderléa de Assis
- Jô Costa - Marambaia
- Fausto Noro - Genival
- Bárbara Marques - Suzineia
- Felipe Levy - Sebastian
- Marlene Silva - Isabelita Spacat

- Jonas Mello - Francisco
- Zaira Bueno - Iolanda
- Ronaldo Assis - Bob
- Marcos Manzano - Huguinho
- Fernando Val - Zezinho
- Rodrigo Phavanello - Luísinho
- David Cardoso Jr. - Tadeu Paixão
- David Cardoso - Édipo

- Rafael Cortez - Detetive Figura

- Rubens Rivelino

- Marcos Tolentino